# 中村朱里
中村 朱里（なかむら あかり、1998年1月30日 - ）は、日本のアイドル。女性メジャーアイドルグループ・B≡FULLESTのメンバー。虹のコンキスタドールの元メンバー（声優チーム/振付師チーム）。千葉県出身。ディアステージ所属。

## 略歴
2014年
- 歌と踊りが好きだったこと、アニメが好きで声優にも興味があったことから[1]、高校2年生の夏が最後のチャンス[2]としてピクシブの「つくドル！プロジェクト」に応募し合格。2014年7月14日に虹のコンキスタドールが結成されデビュー。芸能活動は未経験の状態からのスタートであった。

2015年
- テレビ東京系アニメ『うーさーのその日暮らし』にイラストレーターの岸田メルと共に出演。グループのシングル楽曲である『THE 有頂天サマー!!』が流れる中でグループの衣装を着たメンバーが登場するという、かなり虹コンをフィーチャーした回だった[3]。
- グループの楽曲『きみの気持ち教えて』の振り付けをメンバーの的場華鈴と共に担当[4]。

2016年
- ピクシブと『ALWAYS 三丁目の夕日』などの制作プロダクション、ロボットの共同制作アニメ『オニズシ』に"雲鬼グリーン"役で出演[5]。
- 週刊ヤングジャンプ（集英社）の企画「サキドルエースSURVIVAL SEASON5」にて同メンバーの根本凪が1位に輝き、同誌8月4日発売号に中村朱里を含むメンバーのグラビアが掲載された[6]。
- ゲーマーズ秋葉原本店にて行われたイベントで、振付師チームの兼任が発表された。グループ内でチームを兼任するメンバーは初[7]。
- グループの7thシングル『LOVE麺 恋味 やわめ』で初のセンターポジションを務める。

2017年
- 1月9日に川崎クラブチッタで行われたワンマンライブにて、PS Vita専用ソフト『ねぷねぷ☆コネクト カオスチャンプル』の登場キャラクター"マー"のCVを担当したことが発表された[8]。また同時に、虹のコンキスタドールのメンバーが主演を務める劇場公開映画『聖ゾンビ女学院』(2017年公開）への出演も発表された[9]。

2025年
- 2月9日に日比谷野外大音楽堂で行われた真冬の野音2days「真夏の夢は単純じゃない！」をもって卒業。
- 4月18日に鶴見萌・清水理子と新ユニットB≡FULLESTを結成。

## 人物
- 自己紹介の際のキャッチフレーズは「くるくる回る虹コンのバレリーナ」
- 夢は声優、武道館アイドル[10]。
- 好きな色は赤色。自身の名前が"朱"里のため[11]。また衣装も赤色のものを担当することが多く、CDが各色展開する際は赤盤にセンターで写ることが多い。
- 特技のクラシックバレエは3歳から習っており、グループに加入して両立が出来なくなる高校2年生の頃まで週6で通っていた。「自分の人生には家と学校とバレエしかなかった」と語っており、バレエのために林間学校を早退したり、レッスンで友達と遊べない日々を過ごしていた[1]。
- 元々アイドルに興味はなかったが、東日本大震災の際に歌で被災者を元気づけている姿を見たり、多くの人に笑顔を届けられる職業だと知り、自身もアイドルを志すようになった[12]。
- アイドルになる前は薬剤師の道に進もうと考えていた[2]。
- 好きなアイドルはももいろクローバーZの百田夏菜子[12]、℃-uteの岡井千聖[13]、アップアップガールズ（仮）の森咲樹など。アップアップガールズのメンバーとの交流もあり、2017年に行われた中村朱里生誕祭の際には森咲樹からのビデオメッセージなども届いた。
- かなりのゲーマーで、一番好きなゲームはドラゴンクエスト[14]。レベル上げのために数時間も同じ敵を倒し続けたり[15]、スマホゲーがないと生きていけないなどの発言をしている[16]。
- 2016年に高校を卒業し、体育系の女子大学の舞踊科へ進学[17]。ジャズ、バレエ、コンテンポラリー、タップ、様々なダンスの授業を受けており、バレエに関しては最上位のクラスに所属している[18]
- 体育の成績が極めて優秀な生徒に千葉県から送られる運動能力賞を受賞している[19]。
- アニメ・マンガ好きで、主に好きな作品にONE PIECE、黒子のバスケ、ハイキュー!!、ダイヤのA、カーニヴァル、けいおん!を掲げている[14]。
- 好きな声優は花澤香菜[12]。小倉唯。
- 特技の一つに「皿回し」があり、Kawaiian TVで放送されていたグループの番組『虹コンの草生えるテレビ』の企画にて習得したもの。初挑戦ながらも成功し、更に後の放送回で利き手ではない手で回す、両手で回す、目を閉じた状態で回すなど、短期間での成長に出演者や視聴者を驚かせた[1]。
- よく聴く音楽はアニメソング。主題歌やキャラソンなど[14]。
- 生まれた時、血液の量が通常よりも少なく救急病院に入るなど危険な状態だった[14]。
- 好きな食べ物はイチゴ、肉、アボカド、オムライス、シチューなど。嫌いな食べ物はコーヒー、ピーマン、メロン、スイカ、インゲンなどの苦いもの[13]。
- グループに加入するまでファッションに興味がなく、Tシャツにジーンズなどを着ていた[17]。
- 加入当初は初対面の人に対しての人見知りが弱点で、本人曰く「ノリと勢いがないと話しかけれない」[13]
- 配信中の本人コメントで、右目が悪いと語っている

## 出演

### 映画
- 聖ゾンビ女学院[20]（2017年5月、監督：遊佐和寿）- アカリ 役[21]

### テレビアニメ
- うーさーのその日暮らし（2015年）- 女の子 役[3]
- オニズシ（2016年）- 雲鬼グリーン 役[5]
- 忍者コレクション（2020年） - カナ、早百合、香菜子(子供時代)、幽 役[22]

### ゲーム
- ねぷねぷ☆コネクト カオスチャンプル（2017年配信予定）- マー 役[23]

### ラジオ
- 『虹のコンキスタドール ふわりん放送室』（2018年4月2日 - 2019年9月27日、月曜 - 金曜、超!A&G+）
- 『虹のコンキスタドール ふわりん放送局 with GEMS COMPANY』（2019年10月6日 - 2020年3月29日、日曜、超!A&G+）

### 舞台
- アリスインプロジェクト『続・魔銃ドナー 〜アーティフィシャル ダイアリシス〜[24]』（2018年4月11日 - 15日、新宿村LIVE） - 主演：黒樹とばり 役[注釈 1]
- アリスインプロジェクト『クォンタムメモリーズ[25]』（2018年10月3日 - 8日、新宿村LIVE） - ふゆかぜ 役[26]
- アルテメイト『ゲームしませんか？[27]』（2019年10月30日 - 11月4日、こくみん共済 coopホール／スペース・ゼロ） - 井口ナツミ 役[28]
- 『Girls Live Action「降臨SOUL〜是非ニ及バズ〜」』（2025年5月21日 - 25日、六行会ホール） - 天帝 役[29]